# Heinz-Christian Strache
Heinz-Christian Strache (nacido el 12 de junio de 1969) es un político austriaco. Presidió el FPÖ (Freiheitliche Partei Österreich, Partido de la Libertad de Austria) de 2005 a 2019, desplazando a Jörg Haider de su cargo cuando ingresó y siendo sustituido por Norbert Hofer. 
Desde 2008 hasta 2019 fue jefe del grupo parlamentario del FPÖ en el "Consejo Nacional" (Parlamento federal), y presidente del partido en Viena.
Hasta mayo de 2019 se desempeñó como Vicecanciller de Austria y Ministro federal para el Servicio Civil y Deporte, bajo la cancillería de Sebastian Kurz. Renunció al gobierno y dejó la dirección del partido debido a un escándalo de corrupción conocido como Caso Ibiza. Poco después, todos los ministros del FPÖ abandonaron el gabinete en bloque luego de que Kurz intentara destituir al Ministro del Interior Herbert Kickl. Tras los decepcionantes resultados del FPÖ  en las elecciones generales de 2019, Strache anunció su retiro definitivo de la política. El 13 de diciembre de ese año, fue expulsado del FPÖ. Al año siguiente fundó un nuevo partido, Equipo HC Strache - Alianza por Austria.
Su juicio por corrupción está previsto para julio de 2021. Además del Ibizagate, se le acusa de haber intervenido para que una clínica privada de cirugía estética regentada por uno de sus familiares estuviera adscrita a la Seguridad Social, lo que le permitió beneficiarse de fondos públicos por valor de 2,2 millones de euros al año. También se le acusa de malversar más de medio millón de euros del dinero de su partido (para pagar bolsos de lujo, prostitutas y juegos online, entre otras cosas).

## Primeros años
Heinz Christian Strache nació el 12 de junio de 1969, y tiene la titulación de Técnico Odontológico.
Estuvo cerca del movimiento Neo-Nazi en su juventud.
Sus primeros pasos en la política austriaca parten en 1991, como miembro de un grupo del FPÖ en un distrito de Viena. Dos años después se transforma en presidente del FPÖ en el distrito vienés de Landstraße, y también durante estos años es Presidente del Anillo de los Jóvenes Liberales (RFJ), la organización de jóvenes del FPÖ.
En las regionales de Viena (2001), obtiene un asiento en el parlamento local y se transforma en el jefe del grupo parlamentario del partido en Viena.
Desde 1999 el FPÖ entra en coalición con el conservador ÖVP en el gobierno federal de Austria. Jörg Haider, presidente histórico del partido, no logra imponer sus exigencias para entrar en el gobierno, transformándose el FPÖ en un partido del sistema, para gran parte del electorado que no ve grandes diferencias entre el FPÖ y el ÖVP.
En las elecciones de 2003, el FPÖ sufre una fuga de votantes que vuelven al ÖVP y al socialdemocráta SPÖ.
Participó en 2010 en un simposio en Israel organizado por el Likud y dedicado a la lucha contra el terrorismo.

## Bundesparteiobmann, 2005
El 2005 y después de bajas electorales y el giro hacia la centroderecha de Jörg Haider, HC Strache se impone como presidente federal del FPÖ (Bundesparteiobmann), elegido en el congreso del partido ese año. En las municipales de Viena, a pesar de perder votos, HC Strache logra salvar al partido de la catástrofe.
Con la salida de Haider, Strache comienza a entablar lazos con nacionalistas europeos como el Vlaams Belang (Interés Flamenco), el Front National de Jean-Marie Le Pen e incluso el italiano "Forza Nouva".
En 2006 el FPÖ logra el 11% de los votos repuntando en 1,03% de los votos. Desde este momento el FPÖ seguirá creciendo. Al año siguiente se crea el grupo parlamentario europeo "Identidad, Tradición, Soberanía" (ITS), patrocinado por HC Strache y el eurodiputado del FPÖ Andreas Mölzer. En junio de 2007 Strache es reelegido con el 94,85% de los votos (de los delegados), como presidente federal del FPÖ. Este año alcanzó el 99,38% de los votos en el congreso de la sección regional de Viena, como presidente regional del partido, manteniendo al mismo tiempo la jefatura nacional.
En las últimas elecciones generales celebradas en el 2008, el FPÖ obtuvo un 17,54% (+6,5% respecto al 2006) y 34 de 183 escaños del parlamento. Frente al 29,26% (-6,08%) y 57 escaños del Partido Socialdemócrata de Austria (SPÖ) y el 25,58% (-8,35%) y 51 escaños del Partido Popular Austriaco (ÖVP).
El partido obtendría un éxito sin precedentes en las elecciones generales de Viena (2010) alcanzando el 27,2 % de los sufragios (con un ascenso de más de 12 puntos porcentuales respecto a los anteriores comicios).

## Campaña en Viena

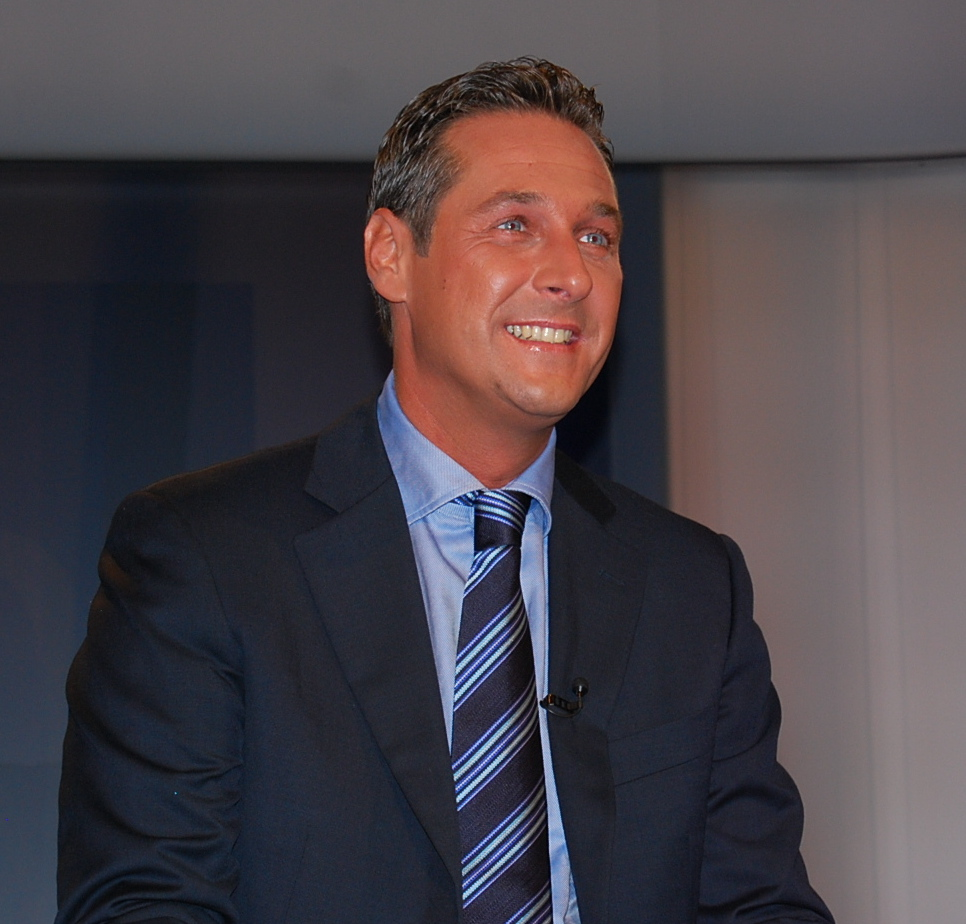
HC Strache, 2008.

Aunque el FPÖ perdió considerable apoyo electoral tras la escisión del BZÖ (especialmente en las regiones de Estiria y Burgenland), Strache, quien se presentó como candidato a las elecciones para la alcaldía de Viena, obtuvo un considerable e inesperado éxito electoral. La campaña de Strache, que fue ampliamente criticada por su duro discurso xenófobo, contenía eslogan como los siguientes:

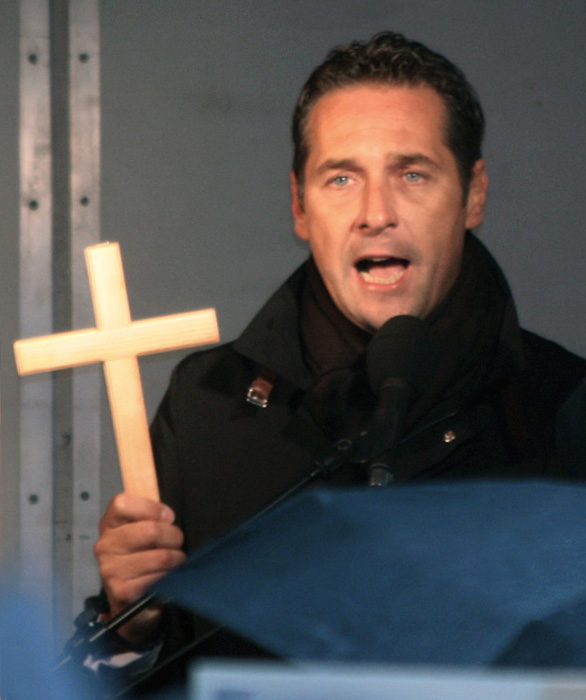
HC Strache, Viena, 2009.

- Wien darf nicht Istanbul werden (Viena no debe convertirse en Estambul). Usado en alusión a un previo eslogan del FPÖ de la era Haider, que rezaba: Wien darf nicht Chicago werden el cual fue usado en referencia a la supuesta alta criminalidad de Chicago. El eslogan del 2008 se basaba en el hecho de que en la ciudad de Viena vive una considerable comunidad inmigrante de origen turco, ya que el FPÖ se ha opuesto enardecidamente a la entrada de Turquía en la Unión Europea y muestra sentimientos contrarios a los inmigrantes en general y a los turcos en particular.
- Daham statt Islam (En casa en vez de Islam)
- Deutsch statt "nix verstehn" (Alemán en vez de "no comprrrender"). En directa referencia al atribuido acento de los inmigrantes cuando hablan alemán.
- Heimat im Herzen (Patria en el corazón)
- Arbeit statt Zuwanderung (Trabajo en vez de Inmigración)

Tras las elecciones de 2017 y la conclusión de un acuerdo entre el FPÖ y el ÖVP, fue nombrado vicecanciller en el Gobierno de Sebastian Kurz.

## Vicecanciller de Austria y escándalo de corrupción
Dimitió del Gobierno y de la presidencia del FPÖ el 18 de mayo de 2019, al día siguiente de la publicación de un vídeo grabado en 2017 durante una fiesta en Ibiza en el que explicaba a una mujer, que se había presentado como sobrina de un oligarca ruso, cómo financiar ilegalmente su partido y comprar el diario Kronen Zeitung. El escándalo provocado por estas revelaciones y la dimisión de Strache desencadenaron una crisis política. El canciller Sebastian Kurz anunció ese mismo día elecciones parlamentarias anticipadas. El 27 de mayo, una moción de censura presentada por los ecologistas obtuvo el apoyo del FPÖ y del SPÖ , lo que permitió su aprobación. Norbert Hofer le sucedió como líder del partido.
Las nuevas revelaciones sobre su costoso estilo de vida a costa del FPÖ socavan aún más su posición en el partido. El 1 de octubre de 2019, tras el fuerte descenso de su partido en las elecciones parlamentarias, anunció su retirada de la política. Fue expulsado del FPÖ en diciembre, pero dejó entrever su intención de volver a la política. Tres de sus familiares lanzaron un nuevo grupo político considerado como el embrión de una futura formación de extrema derecha.
Vuelve a ser candidato en las elecciones municipales de 2020 en Viena con su nuevo partido, "Equipo HC Strache - Alianza por Austria". Recibió el 3,6% de los votos, una puntuación insuficiente para formar parte del consejo municipal.